# Riberos de la Cueza
Riberos de la Cueza è un comune spagnolo di 82 abitanti situato nella comunità autonoma di Castiglia e León.